# Michael Arndt (Drehbuchautor)

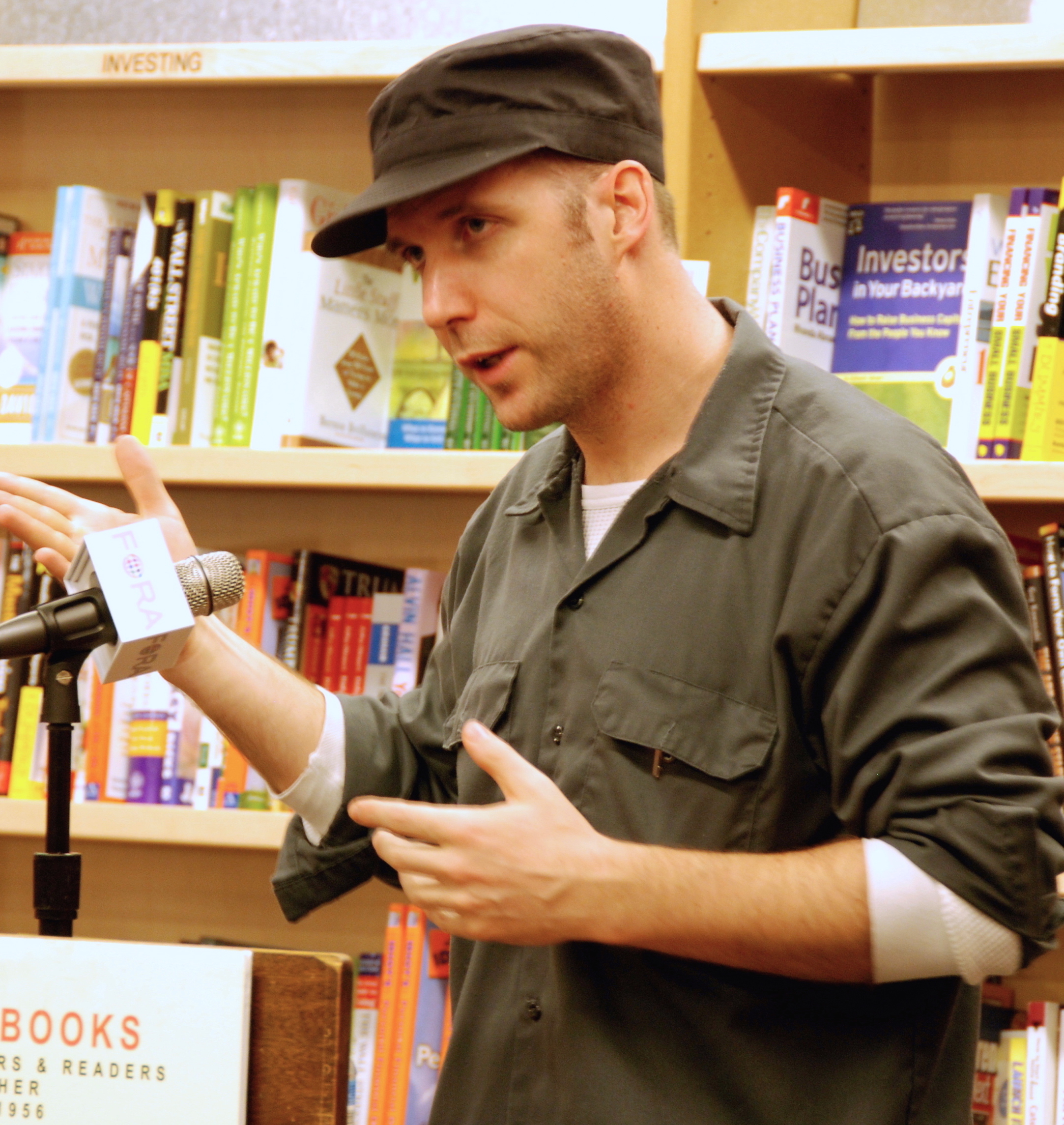
Michael Arndt (2007)

Michael D. Arndt ist ein US-amerikanischer Drehbuchautor.

## Biografie
Michael Arndt, Sohn von Angehörigen des US-amerikanischen Außenministeriums, verbrachte seine Kindheit unter anderem in Indien, Sri Lanka und dem US-Bundesstaat Virginia. Er besuchte Anfang der 1990er Jahre die New York University Film School und fasste danach als angestellter und freiberuflicher Drehbuchlektor langsam im Filmgeschäft Tritt. Arndt arbeitete später als persönlicher Assistent des bekannten US-amerikanischen Filmschauspielers Matthew Broderick, den er bei den Filmprojekten In Sachen Liebe (1997) und Godzilla (1998) unterstützte. Nach Inspektor Gadget (1999) kündigte Arndt seine Stellung bei Broderick. Zehn Jahre Zugehörigkeit zum Filmgeschäft hatten dem US-Amerikaner 25.000 Dollar an finanziellen Rücklagen eingebracht. Er zog sich in sein Appartement im New Yorker Stadtteil Brooklyn zurück, um selbst als Drehbuchautor tätig zu werden. Sechs Geschichten arbeitete Arndt aus, doch erst das siebte Skript – mit dem laut eigener Aussage simpelsten Plot – sollte ihm den erhofften Erfolg einbringen.
Die Geschichte um eine skurrile US-amerikanische Südstaaten-Familie, die mit ihrer sechsjährigen Tochter zu einem Schönheitswettbewerb nach Kalifornien aufbricht, wurde von Arndt mehrfach überarbeitet. Er legte sie dann den beiden unabhängigen Filmproduzenten Ron Yerxa und Albert Berger vor, die an Projekten wie Unterwegs nach Cold Mountain (2003) oder Little Children (2006) beteiligt waren. Das Drehbuch kursierte einige Zeit in Hollywood, ehe 2001 das Regie-Duo Jonathan Dayton und Valerie Faris sich des Stoffes annahm, den die beiden nach dem ersten Lesen als Mischung aus American Beauty und Billy Elliot interpretierten. Erst 2006 war es den beiden Musikvideo- und Werberegisseuren gelungen, Arndts Tragikomödie mit Greg Kinnear, Alan Arkin, Steve Carell, Toni Collette und Abigail Breslin unter dem Titel Little Miss Sunshine auf die Leinwand zu bringen.
Dem acht Millionen US-Dollar teuren Independent-Film war Erfolg bei Kritikern und Publikum beschieden. Little Miss Sunshine spielte allein an den US-amerikanischen Kinokassen mehr als das Siebenfache seiner Produktionskosten ein und war bei der Oscarverleihung 2007 in vier Kategorien nominiert, unter anderem als bester Film des Jahres. Neben der Inszenierung der beiden Filmregisseure und den Leistungen des Schauspielensembles rückte Michael Arndt mit seinem Drehbuch in den Fokus der Kritik. Sein Erstlingswerk wurde von der New York Times aufgrund der zahlreichen geschickt eingesetzten und lustigen Einzeiler und Situationen hervorgehoben, die teilweise auf bloße Absurdität abzielen und brachte ihm den Oscar, British Academy Film Award (BAFTA Award) und den Independent Spirit Award, sowie die Preise der Writers Guild of America und den Filmkritikervereinigungen von Dallas-Fort Worth und Los Angeles ein. Auch in Deutschland, wo er von der Frankfurter Allgemeinen Zeitung für seine beißende Ironie gewürdigt und als „Karikatur des amerikanischen Glücksversprechens“ verstanden wurde, hatte der Film Erfolg an den Kinokassen.
Michael Arndt lebt in New York. Dank des Erfolgs von Little Miss Sunshine wurde er von der renommierten Endeavor Talent Agency unter Vertrag genommen, die so bekannte Filmschaffende wie Paul Thomas Anderson, David E. Kelley, Michael Moore oder Martin Scorsese vertritt. Der US-Amerikaner, der eine Vorliebe für Filme von Preston Sturges, Billy Wilder und Woody Allen hegt, arbeitete bei den Pixar Animation Studios an dem Filmskript zu Lee Unkrichs Toy Story 3. Der Nachfolger der Animationsfilme Toy Story (1995) und Toy Story 2 (1999) wurde 2010 veröffentlicht und brachte ihm zusammen mit John Lasseter, Andrew Stanton und Lee Unkrich unter anderem erneut Nominierungen für den britischen BAFTA und den Oscar ein.
Für Aufträge, bei denen Arndt neue Fassungen von Drehbüchern anderer Autoren schreibt, verwendet er das Pseudonym „Michael deBruyn“, so im Jahr 2013 bei Oblivion und Die Tribute von Panem – Catching Fire. Auch am Drehbuch zu Star Wars: Das Erwachen der Macht war er beteiligt.

## Filmografie (Auswahl)
- 2006: Little Miss Sunshine
- 2010: Toy Story 3
- 2013: Oblivion
- 2013: Die Tribute von Panem – Catching Fire (The Hunger Games: Catching Fire)
- 2015: Picknick mit Bären (A Walk in the Woods)
- 2015: Star Wars: Das Erwachen der Macht (Star Wars: The Force Awakens)
- 2023: Die Tribute von Panem – The Ballad of Songbirds and Snakes (The Hunger Games: The Ballad of Songbirds and Snakes)

## Auszeichnungen
Oscar
- 2007: Bestes Originaldrehbuch für Little Miss Sunshine
- 2011: nominiert in der Kategorie Bestes adaptiertes Drehbuch für Toy Story 3

British Academy Film Award
- 2007: Bestes Originaldrehbuch für Little Miss Sunshine
- 2011: nominiert in der Kategorie Bestes adaptiertes Drehbuch für Toy Story 3

Broadcast Film Critics Association Awards
- 2007: Bestes Drehbuch für Little Miss Sunshine

Chicago Film Critics Association Awards
- 2006: nominiert in der Kategorie Bestes Originaldrehbuch für Little Miss Sunshine

Dallas-Fort Worth Film Critics Association Awards
- 2006: Bestes Drehbuch für Little Miss Sunshine

Independent Spirit Award
- 2007: Bestes Erstlingsdrehbuch für Little Miss Sunshine

Los Angeles Film Critics Association Awards
- 2006: New Generation Award für Little Miss Sunshine

Online Film Critics Society Award
- 2007: nominiert in der Kategorie Bestes Originaldrehbuch für Little Miss Sunshine

Palm Springs International Film Festival
- 2007: Vanguard Award für Little Miss Sunshine

Satellite Award
- 2010: nominiert in der Kategorie Bestes Original-Drehbuch für Toy Story 3

Southeastern Film Critics Association Awards
- 2006: Bestes Originaldrehbuch für Little Miss Sunshine

Washington DC Area Film Critics Association Awards
- 2006: Bestes Originaldrehbuch für Little Miss Sunshine
- 2010: nominiert in der Kategorie Bestes adaptiertes Drehbuch für Toy Story 3

Writers Guild of America
- 2007: Bestes Originaldrehbuch für Little Miss Sunshine